# Lepidagathis lanceolata
Lepidagathis lanceolata är en akantusväxtart som först beskrevs av Christian Gottfried Daniel Nees von Esenbeck, och fick sitt nu gällande namn av D.C. Wasshausen. Lepidagathis lanceolata ingår i släktet Lepidagathis och familjen akantusväxter. Inga underarter finns listade i Catalogue of Life.